# Astraea lobata
Astraea lobata là một loài thực vật có hoa trong họ Đại kích. Loài này được (L.) Klotzsch mô tả khoa học đầu tiên năm 1841.